# Angenita Lemstra
Angenita Lemstra is een Nederlands voetbalster uitkwam voor PEC Zwolle.

## Carrière
De voetbalcarrière van Lemstra begon in de jeugd van IJVV. Nadat in 2007 de Eredivisie voor vrouwen begon, verhuisde ze naar Be Quick '28. In 2016 verruilde ze de ploeg voor PEC Zwolle

### Carrièrestatistieken
| Seizoen         | Club            | Land            | Competitie      | Competitie | Competitie | Beker | Beker | Internationaal | Internationaal | Overig | Overig | Totaal | Totaal |
| Seizoen         | Club            | Land            | Competitie      | Wed.       | Dlp.       | Wed.  | Dlp.  | Wed.           | Dlp.           | Wed.   | Dlp.   | Wed.   | Dlp.   |
| --------------- | --------------- | --------------- | --------------- | ---------- | ---------- | ----- | ----- | -------------- | -------------- | ------ | ------ | ------ | ------ |
| 2016/17         | PEC Zwolle      | Nederland       | Eredivisie      | 7          | 0          | 0     | 0     | –              | –              | –      | –      | 7      | 0      |
| Carrière totaal | Carrière totaal | Carrière totaal | Carrière totaal | 7          | 0          | 0     | 0     | 0              | 0              | 0      | 0      | 7      | 0      |